# Feriale Duranum
Il Feriale Duranum è un calendario delle festività religiose a uso di una guarnigione romana di stanza a Dura Europos, importante città caroveniera sull'Eufrate della provincia di Siria.
Il calendario, datato al 223–227 (durante il regno di Alessandro Severo), è riportato su un piccolo rotolo di papiro, che fu scoperto tra i documenti di una coorte ausiliaria, la Cohors XX Palmyrenorum (ventesima coorte dei Palmireni), rinvenuti nel tempio di Atargatis.
Fornisce importanti testimonianze della vita religiosa dell'esercito romano, del ruolo del culto imperiale nella promozione della lealtà all'imperatore e della coesistenza della religione di stato romana e di tradizioni religiose locali.

## Descrizione
Il calendario è scritto in latino ed è disposto su quattro colonne, con alcune lacune.
Fra i nomi delle festività romane vi sono le Quinquatria (una purificazione delle armi), le Parilia (compleanno di Roma), le Neptunalia e due Rosaliae, nel corso delle quali le insegne militari erano ornate con rose.
Il calendario prescriveva sacrifici per le divinità della religione tradizionale romana, quali la Triade Capitolina formata da Giove, Giunone e Minerva, Marte e Vesta.
Circa venti membri della famiglia imperiale sono onorati come divi, mortali divinizzati, tra cui sei donne e Germanico, che non fu mai imperatore.
Ventisette delle quarantatré righe che rimangono leggibili si riferiscono al culto imperiale.
Fra le osservanze ufficiali dell'esercito non si registrano né religioni misteriche orientali, che erano ampiamente diffuse nell'Impero in questo periodo, né culti locali, ma il feriale fu rinvenuto nel tempio assieme a un dipinto che raffigurava un ufficiale romano che offre incenso alla divinità locale Iarḥibol e dei Romani, tra i quali un vessillifero che reca il vessillo (vexillum) della coorte, che stanno in piedi di fronte all'altare degli dei siriani Iarḥibol, Aglibol e Arṣu.
Si è ipotizzato che le tre divinità rappresentassero gli imperatori Pupieno, Balbino e Gordiano III.
Una copia del calendario potrebbe essere stata data a ciascuna unità in tutto l'Impero per incrementare la coesione militare e l'identità romana tra truppe di altre culture.

## Storia
L'insieme dei documenti fu scoperto da un gruppo di archeologi della Yale University che lavorò a Dura Europos negli anni 1931–32.
Il calendario fu pubblicato per la prima volta da R. O. Fink, A. S. Hooey e W. S. Snyder nel 1940.

## Testo
Nel 2011, una copia facsimile di parte del documento fu presentata alla mostra su Dura Europos tenutasi presso il Boston College e conteneva la seguente traduzione:
19 marzo, Quinquatria, una supplica; fino al 23 marzo, suppliche
4 aprile, per il compleanno del divino Antonino Magno, un bue
9 aprile, per l'ascesa al trono del divino Pio Severo, un bue
11 aprile, per il compleanno del divino Pio Severo, un bue
21 aprile, per il compleanno della Città Eterna di Roma, una vacca
26 aprile, per il compleanno del divino Marco Antonino, un bue
7 maggio, per il compleanno della divina Giulia Mesa, una supplica
10(?)  maggio, per le Rosalia delle insegne, una supplica
12 maggio, per le corse nel circo in onore di Marte, a Marte Padre Ultore, un toro
21 maggio, poiché il divino Pio Severo fu salutato imperator
24 maggio, per il compleanno di Germanico Cesare, una supplica
31 maggio, per le Rosalia delle insegne, una supplica
9 giugno, per le Vestalia, a Vesta Madre, una supplica
26 giugno, poiché il nostro signore Marco Aurelio Severo Alessandro fu nominato Cesare, un toro
1 luglio, poiché il nostro signore Marco Aurelio Severo Alessandro nostro Augusto fu designato per la prima volta console, una supplica
4 luglio, per il compleanno della divina Matidia, una supplica
10 luglio, per l'ascesa al trono del divino Antonino Pio, un bue
12 luglio, per il compleanno del divino Giulio, un bue
23 luglio, per il giorno dei Neptunalia, una supplica e un sacrificio
1 agosto, per il compleanno del divino Claudio e del divino Pertinace, un bue e un bue
5 agosto, per le corse nel circo in onore di Salus, una vacca
[14-29] agosto, per il compleanno di Mamaea Augusta, madre del nostro Augusto, una vacca
[15-30] agosto, per il compleanno della divina Marciana, una supplica
31 agosto, per il compleanno del divino Commodo, un bue